# RD-191
RD-191はロシアで開発されたロケットエンジンである。原型はエネルギアに使用されたRD-170の派生形である。4基の燃焼室を1単位とするRD-170に対してRD-191は単一の燃焼室でターボポンプがあてがわれる。
RD-191は燃料としてRP-1（ケロシン）、酸化剤として液体酸素を用い、高圧の二段燃焼サイクルにより燃焼させるため高効率である。

## 設計
点火は特殊な始動用の液体酸素と接触するだけで点火する燃料を燃焼室に注入する事による化学反応によって行われる。エンジンは出力を通常の30％まで下げる事が可能である。
同様に緊急時に短時間であれば最大5%出力を上昇させる事も可能である。
ジンバル支持架により8°までヨー軸とピッチ軸に振る事が可能である。
センサーで燃焼状態を監視する事が可能である。計測結果はテレメトリーで送られ、緊急保護装置で使用される。
エンジンには2つの機能が追加されている。:ヘリウムガスを加熱する事により推進剤のタンクを加圧、また油圧を発生させ油圧アクチュエーターを駆動する事で燃焼室と空力舵の角度を変える。

## 仕様
- 直径: 1,450mm
- 全高: 4,000mm
- 推力: 213tf
- 比推力: 337s[1]

## 開発
2008年9月5日、NPOエネゴマシュは所定の燃焼時間を無事に運転して生産準備が整ったと報告した。最初の搭載機は開発中のアンガラ・ロケットである。推力を170トンに下げたRD-191はRD-151と呼ばれ2009年7月30日に燃焼試験が行われた。このエンジンの最初の飛行試験は2009年8月25日に韓国のNaro-1ロケットの第一段に搭載され打ち上げられた。

## 派生型

### RD-181
RD-181はRD-191の輸出用モデルである。2014年12月にオービタル・サイエンシズはRD-181をアンタレスに採用する可能性があると発表した。アンタレスはNASAとの商業補給サービス契約に基づいて国際宇宙ステーションへの補給機打ち上げに利用されており、エンジンは第1段に2基搭載される。
RD-181は現行のAJ-26と比較して2基あたり440キロニュートン (100,000 lbf) ほど推力が大きく、オービタル・サイエンシズでは出力向上によって、NASAとの契約に基づく20トンの貨物を4回の打ち上げで輸送できると見込んでいる（AJ-26を搭載したアンタレスでは5回以上打ち上げが必要である）。RD-181を搭載したアンタレスは、2016年10月に初めて打ち上げられた。RD-181を使用した打ち上げはその後も継続されたが、2022年のロシアのウクライナ侵攻による米ロ関係の悪化により、RD-181の使用は打ち切られた。

### RD-193
2013年4月に派生型の RD-193 の燃焼試験完了が発表された。軽量級打ち上げ機のソユーズ2.1v向けに小型化（全長の短縮）・軽量化が図られている。これによりNK-33が置き換えられる予定であった
が、2025年ソユーズ2.1vは退役した。